# Tour de l'Isleau
La Tour de l’Isleau, à Saint-Sulpice-d'Arnoult, est située non loin de la route allant à Corme-Royal.

## Historique
Ce vestige féodal qui date du XIIe siècle représente un des plus anciens monuments militaires de la région.
Certains attribuent l'édification du donjon de l'Isleau, sur une petite éminence dominant le marais, à Henri III Plantagênet.
Le premier seigneur connu avec certitude apparaît dans un aveu rendu en 1368: il s'agit de Pont de Vivonne Chevalier, « Tesmoing de vérité » sous le scel de sa « chastellerie de Lileau près de Pontlabay ». Au cours des XVIIe et XVIIIe siècles, le domaine devint la propriété des barons de la Chaume.
En 1521, Jean III Isle de la Cave hérite l'Isleau de son oncle Guy d'Estuer. Son fils, François Isle de la Matassière, le reçoit en 1557 et le passera à son fils, Daniel Isle de Forgette, en 1578.
Les sites d'héraldique notent un Prévost, seigneur de l'Isleau, paroisse de Sainte-Gemme, élection de Saintes.
Au XIXe siècle, le donjon, propriété d'exploitants agricoles, fut abandonné et envahi par les ronces et les herbes. Sa restauration a été entreprise par des propriétaires privés depuis 1974.

## Architecture
Le donjon, carré de 11 mètres de côté et 17 mètres de hauteur au niveau de la terrasse, était autrefois entouré d'une enceinte quadrangulaire flanquée de petites tours d'angle, encore debout au XIXe siècle. À proximité subsistent les restes d'une modeste chapelle datant d'un ancien village qui dominait la plaine du haut de la colline.
Il a été inscrit monument historique par arrêté du 14 mai 1925.